# Mattsson
Mattsson ist ein patronymisch gebildeter schwedischer Familienname mit der Bedeutung „Sohn des Matts“.

## Namensträger
- Arne Mattsson (1919–1995), schwedischer Regisseur
- Ellen Mattsson (* 1973), schwedische Schauspielerin
- Elin Mattsson (* 1986), schwedische Biathletin
- Gustaf Mattsson (1893–1977), schwedischer Leichtathlet
- Håkan Mattsson (* 1952), schwedischer Kanute
- Hansjacob Mattsson (1890–1980), schwedischer Eishockeyspieler
- Helena Mattsson (* 1984), schwedische Schauspielerin
- Jan Mattsson (* 1951), schwedischer Fußballspieler und -trainer
- Jesper Mattsson (Fußballspieler) (* 1968), schwedischer Fußballspieler
- Jesper Mattsson (Eishockeyspieler) (* 1975), schwedischer Eishockeyspieler
- Johan Mattsson (* 1992), schwedischer Eishockeytorwart
- Johan Mattsson (Stabhochspringer) (1894–1969), schwedischer Stabhochspringer
- Johanna Mattsson (* 1988), schwedische Ringerin
- Katri Mattsson (* 1982), finnische Fußballspielerin
- Kristian Mattsson (* 1975), schwedischer Segler
- Kurt Mattsson (1940–2023), finnischer Boxer
- Lars Mattsson (* 1932), schwedischer Skirennläufer
- Magnus Mattsson (* 1999), dänischer Fußballspieler
- Markus Mattsson (* 1957), finnischer Eishockeytorwart
- Matti Mattsson (* 1993), finnischer Schwimmer
- Niklas Mattsson (Fußballspieler) (* 1968), schwedischer Fußballspieler
- Niklas Mattsson (* 1992), schwedischer Snowboarder
- Simon Mattsson (* 1993), schwedischer Pokerspieler
- Sivert Mattsson (1907–1999), schwedischer Skilangläufer
- Sofia Mattsson (* 1989), schwedische Ringerin
- Sven Mattsson (1889–1967), finnischer Ringer
- Taimi Mattsson (1913–1993), finnische Fechterin
- Tobias Mattsson (* 1974), schwedischer Fußballschiedsrichter
- Tuula Mattsson (* 1949), åländische Politikerin